# Parc national de Méotide
Le parc naturel national de Méotide (en ukrainien : Hаціональний природний парк « Меотида ») est un parc national de 207 km2 situé dans l’oblast de Donetsk à l'est de l’Ukraine. Il couvre une partie du littoral, des estuaires intérieurs et des terres côtières, sur le bord nord de la mer d’Azov.

## Histoire
Le parc tient son nom de la province historique de Méotide, nom du Donbass avant l'ère soviétique, qui provient du peuple antique des Méotes et entoure les rivières Taratiouk et Temriouk, en amont du fleuve Berda.
Le parc national a été créé le 25 décembre 2009 par décret présidentiel pour protéger la faune et la flore de cette portion de la steppe pontique, et réunir un certain nombre de petites réserves naturelles, de terres domaniales et de monuments culturels le long de la côte nord de la mer d’Azov, au sud-ouest de l’oblast de Donetsk . Il englobe notamment un parc régional créé le 30 juin 2000 et agrandi le 2 janvier 2022. Depuis 2022, il est sous administration russe.

## Description
Le parc est proche de Marioupol et se trouve à environ 80 miles au sud de la ville de Donetsk et à 40 miles à l’ouest de la frontière avec la Russie. Les habitats de la région présentent une grande diversité : steppe, plaine côtière, marécages de plaine inondable, estuaires à salinité variable, flèches, péninsules, îles sablonneuses, dunes et lacs salins
. Les deux principales sections côtières pour les oiseaux sont la flèche de Belosariaiskka à l’ouest, et la baie de Kryva et la flèche de Kryva à l’est.

## Statut actuel
Avant la guerre dans le Donbass, les régions protégées du parc abritaient d’importantes populations d'oiseaux migrateurs et plus de 100 espèces d’oiseaux nicheurs. L’état actuel de la faune (en 2018) dépend des différents niveaux d’activité militaire dans le parc.
En 2018, le parc national a perdu le contrôle administratif des sections orientales du parc en raison des combats séparatistes dans la région. Les effets sur les populations vulnérables d’oiseaux et d’animaux sauvages ne sont pas clairs. Le directeur du parc a indiqué que l’augmentation des patrouilles militaires sur la côte des sections conservées (ouest) a renforcé la sécurité des oiseaux nicheurs, car elle a réduit la pression des personnes et des chiens.

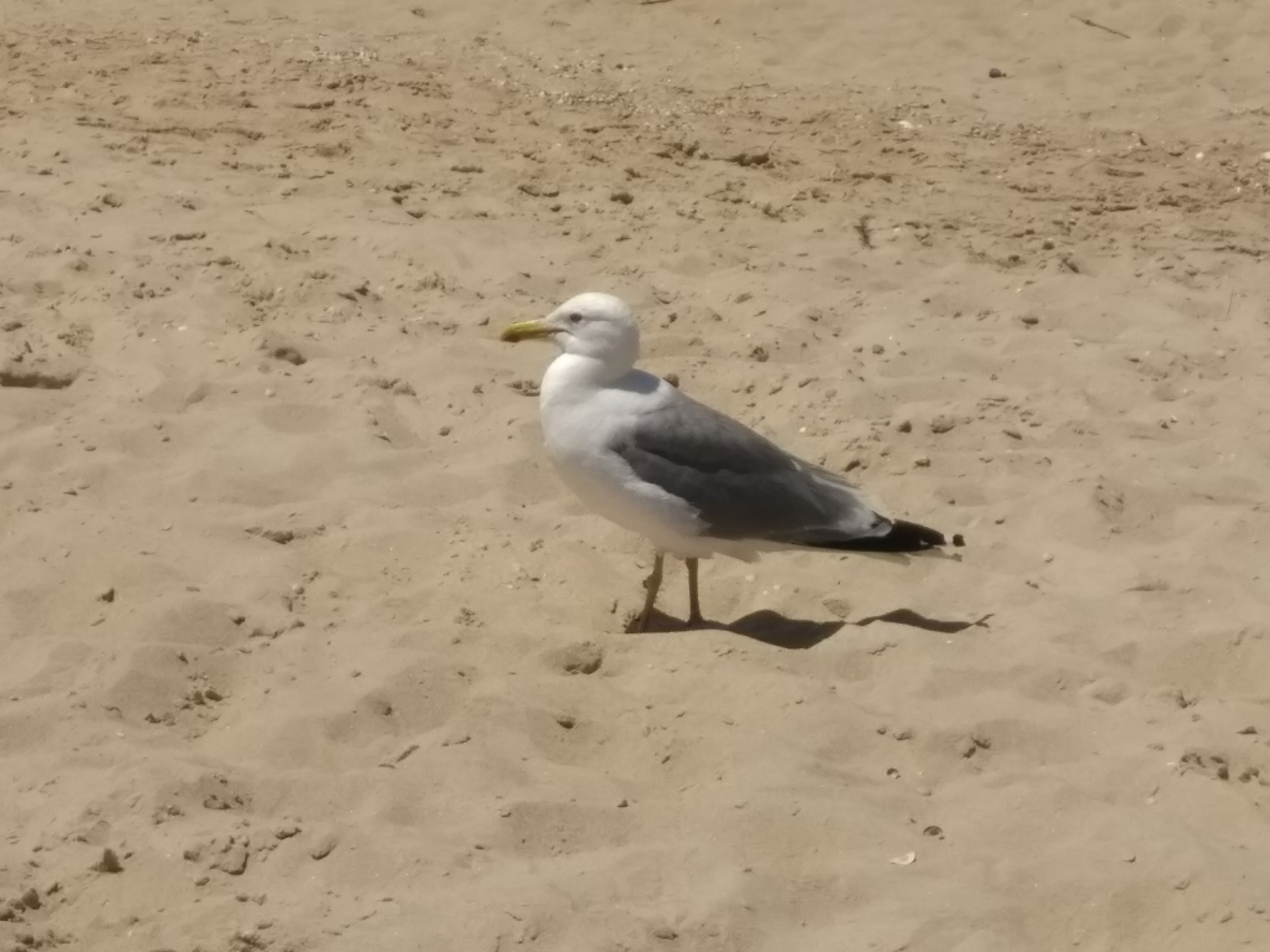
Goéland pontique Larus cachinnans
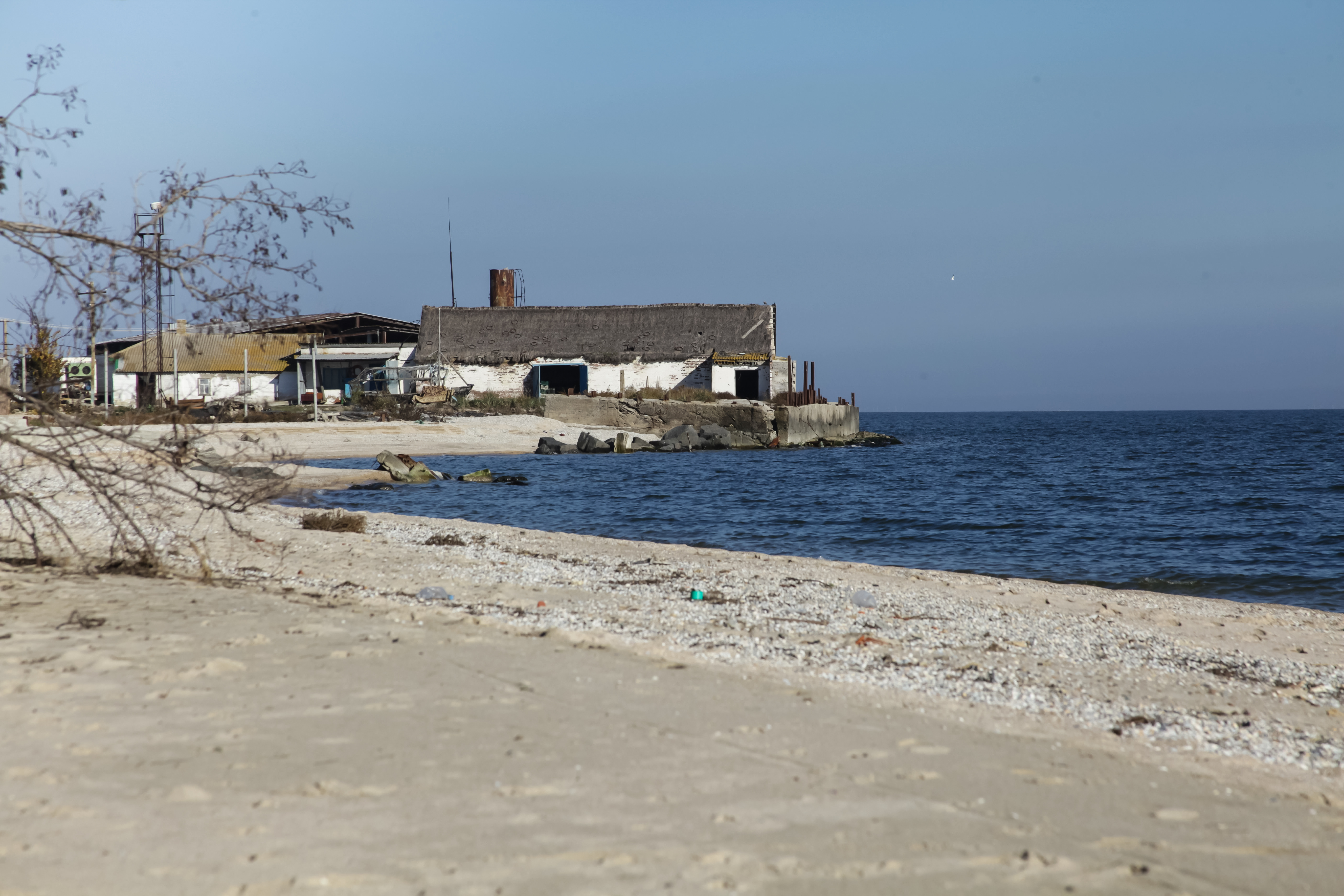
Pêcherie sur les rives de la mer d'Azov, classée
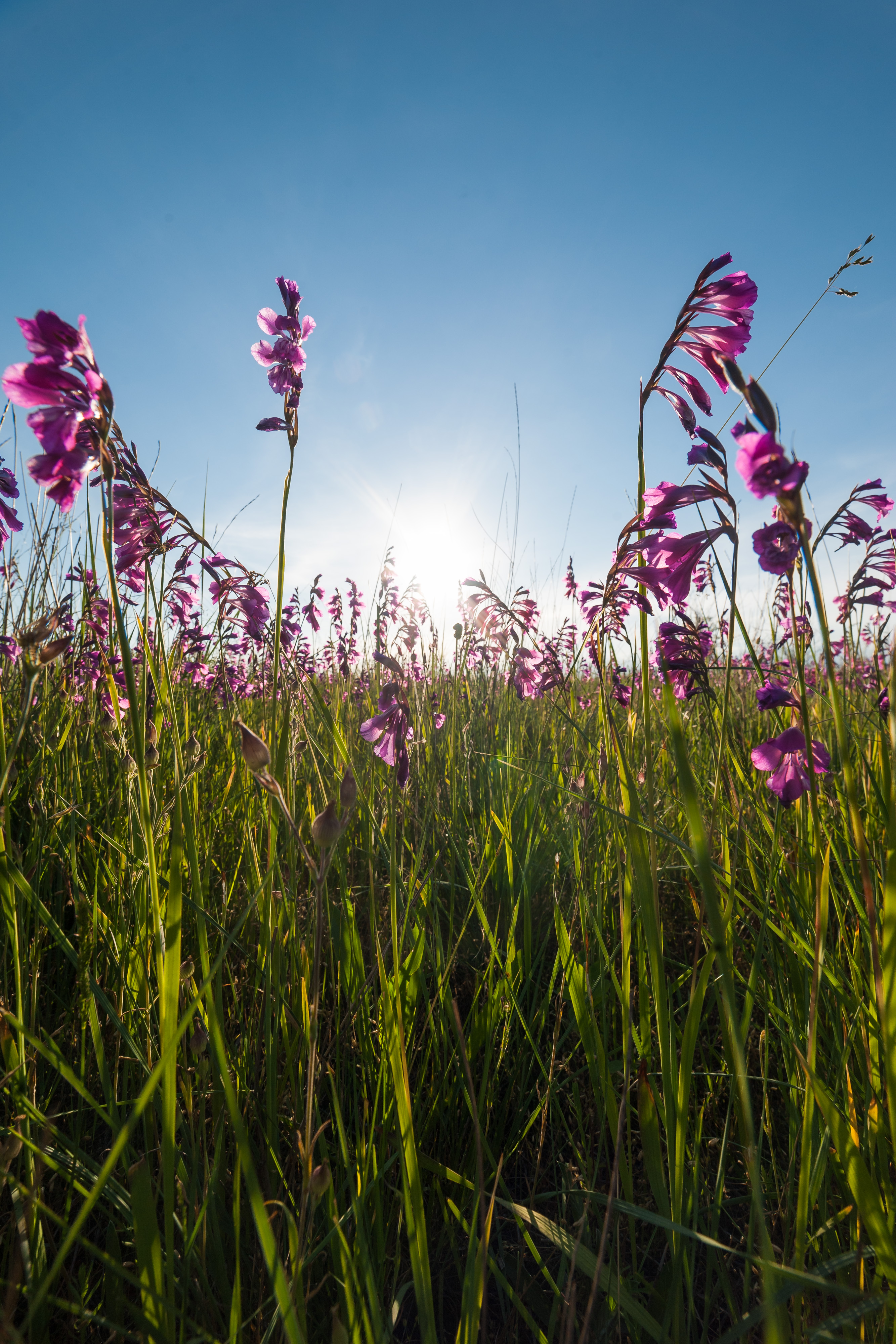
Steppe pontique.
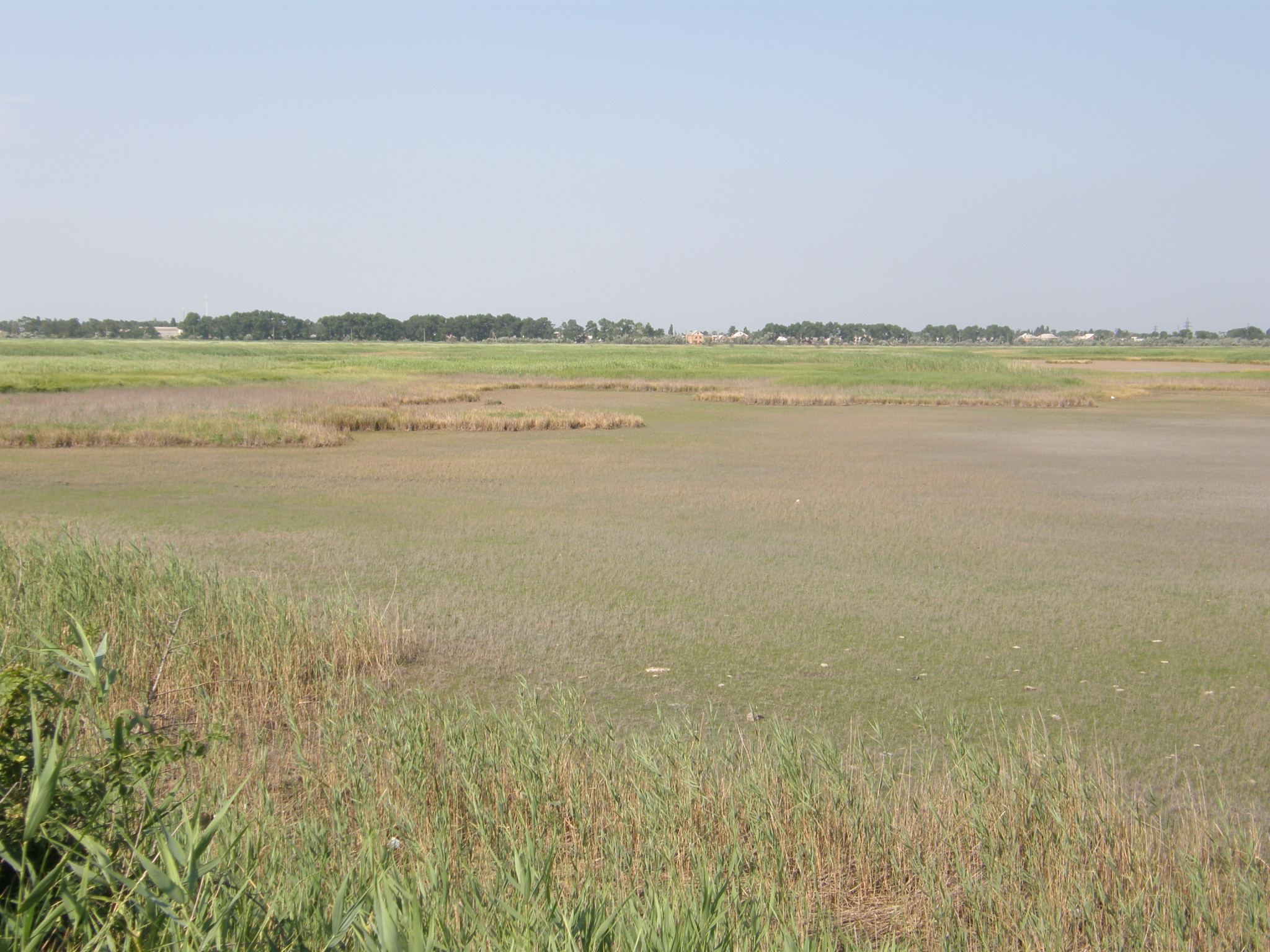
Liman asséché de Krivokoskiy.
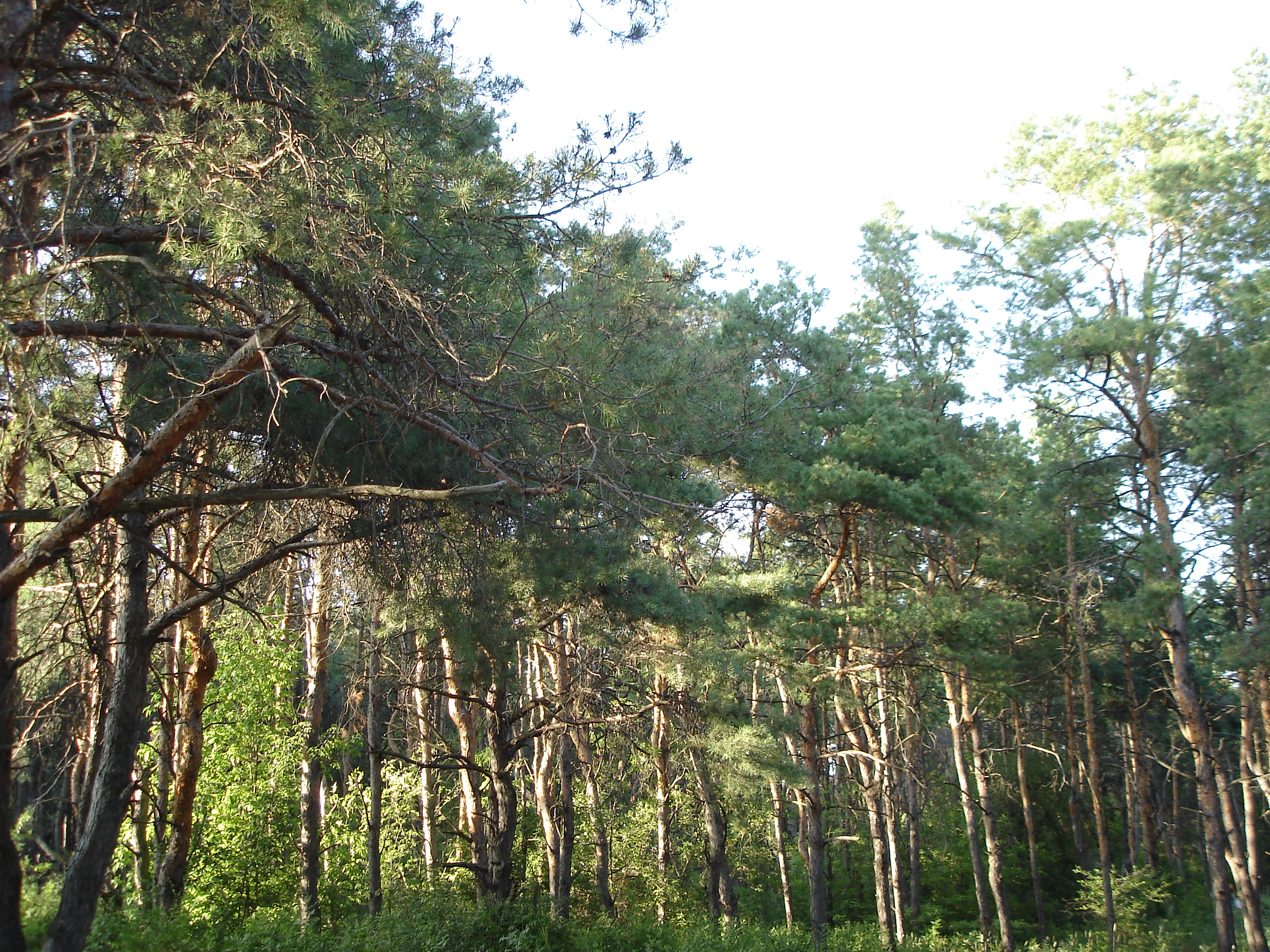
Forêt de pins, classée[8].
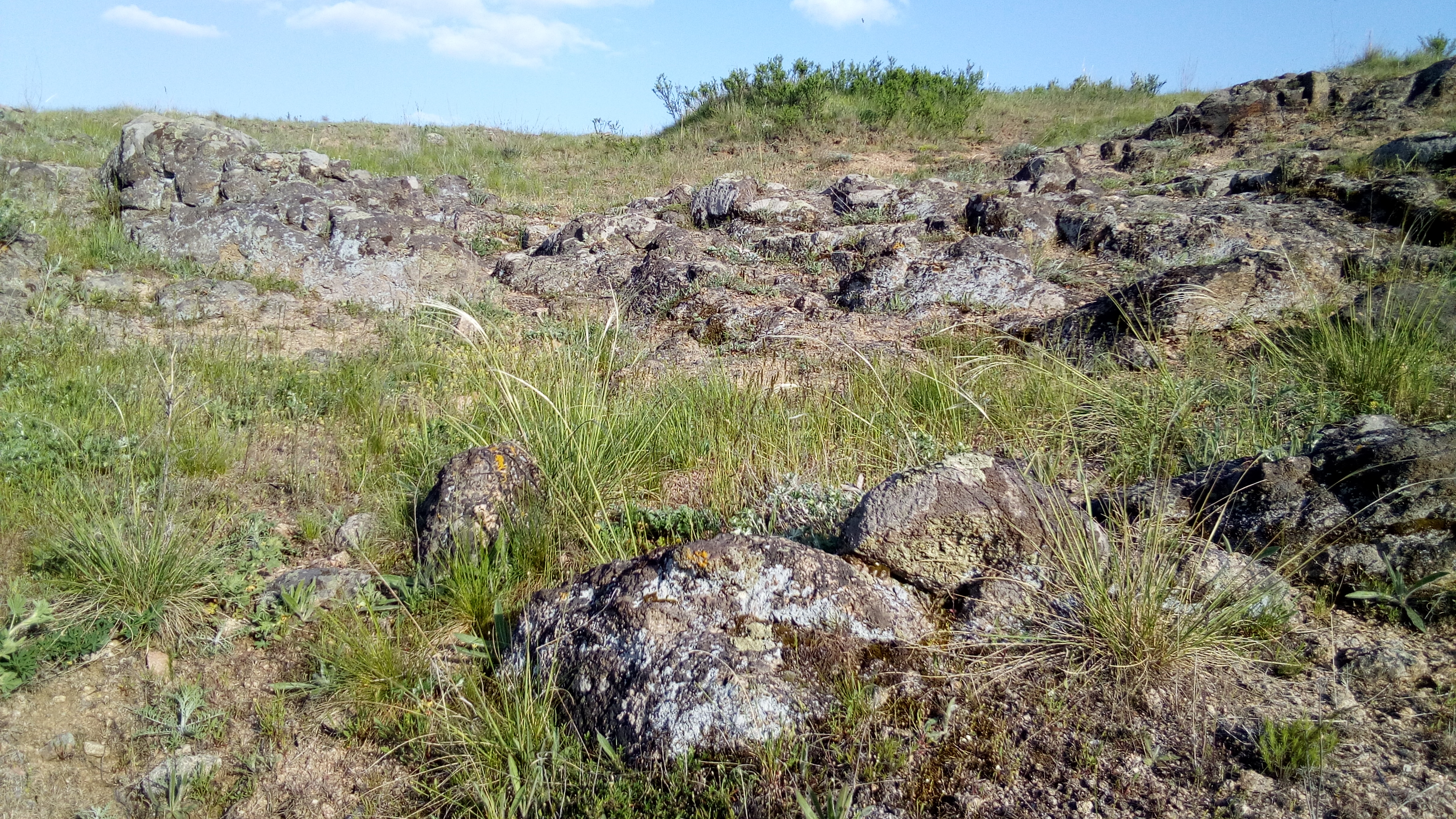
Lieu-dit « La steppe des Polovtses ».